# کنیسه خیابان دوهانی
کنیسه خیابان دوهانی (مجاری: Dohány utcai zsinagóga / nagy zsinagóga ; عبری: בית הכנסת הגדול של בודפשט‎ Bet ha-Knesset ha-Gadol shel Budapesht)، همچنین به عنوان کنیسه بزرگ شناخته می‌شود، یک کنیسه تاریخی در خیابان دوهانی در ارژبت‌واروش در منطقه هفتم بوداپست مجارستان است. این بزرگ‌ترین کنیسه در اروپا با گنجایش ۳٬۰۰۰ نفر و مرکز یهودیت نئولوگ است.
این کنیسه بین سال‌های ۱۸۵۴ و ۱۸۵۹ ساخته شد و دکوراسیون آن عمدتاً بر اساس مدل‌های اسلامی از شمال آفریقا و اسپانیای قرون وسطی (الحمرا) است. معمار وینی کنیسه، لودویگ فورستر، معتقد بود که هیچ معماری یهودی مشخصی را نمی‌توان انتخاب کرد، و بنابراین اشکالی از معماری را انتخاب کرد که توسط گروه‌های قومی شرقی که مربوط به قوم اسرائیل و به ویژه اعراب هستند.
مجموعه کنیسه خیابان دوهانی متشکل از کنیسه بزرگ، معبد قهرمانان، یک قبرستان، یادبود و موزه یهودیت است که در جایی که محل تولد تئودور هرتزل در آن قرار داشت ساخته شده است. خود خیابان دوهانی، خیابانی سرسبز در مرکز شهر، و شامل یادبودهایی از هولوکاست است زیرا که مرز گتوی بوداپست را شکل می‌داد.